# (541087) 2018 QV6
(541087) 2018 QV6 es un asteroide perteneciente al cinturón de asteroides descubierto el 19 de noviembre de 2003 por el equipo del Spacewatch desde el Observatorio Nacional de Kitt Peak, Arizona, Estados Unidos.

## Designación y nombre
Designado provisionalmente como 2018 QV6.

## Características orbitales
2018 QV6 está situado a una distancia media del Sol de 2,979 ua, pudiendo alejarse hasta 3,777 ua y acercarse hasta 2,181 ua. Su excentricidad es 0,267 y la inclinación orbital 8,101 grados. Emplea 1878,59 días en completar una órbita alrededor del Sol.

## Características físicas
La magnitud absoluta de 2018 QV6 es 16,8. 